# لنسنغ بوياني
اللنسنغ البوياني (الاسم العلمي:Poiana) هو جنس من الثدييات يتبع الفصيلة الزبادية من رتبة اللواحم.

## أنواع اللنسنغ البوياني
- لنسنغ ليتوني (الاسم العلمي:Poiana leightoni)
- لنسنغ أفريقي (الاسم العلمي:Poiana richardsonii)